# William Thoms
William John Thoms (ur. 16 listopada 1803 w Londynie, zm. 15 sierpnia 1885 tamże) – brytyjski pisarz i antykwariusz, który ukuł pojęcie "folklor" (folk-lore - "wiedza ludu"), na określenie tego, co wcześniej nazywano "starożytnościami ludowymi" (popular antiquities), czy "literaturą ludu" (popular literature). Nowy terminu użył w liście do pisma "Athenaeum" w 1846 roku.

## Publikacje
- The Longevity of Man. Its Facts and Its Fictions. With a prefatory letter to Prof. Owen, C.B., F.R.S. on the limits and frequency of exceptional cases. London: F. Norgate, 1879.